# ロッカモンフィーナ
ロッカモンフィーナ（伊: Roccamonfina）は、イタリア共和国カンパニア州カゼルタ県にある、人口約3,100人の基礎自治体（コムーネ）。

## 地理

### 位置・広がり

#### 隣接コムーネ
隣接するコムーネは以下の通り。
- カイアネッロ
- コンカ・デッラ・カンパーニア
- ガッルッチョ
- マルツァーノ・アッピオ
- セッサ・アウルンカ
- テアーノ

### 気候分類・地震分類
ロッカモンフィーナにおけるイタリアの気候分類 (it) および度日は、zona E, 2255 GGである。
また、イタリアの地震リスク階級 (it) では、zona 2 (sismicità media) に分類される。

## 行政

### 分離集落
ロッカモンフィーナには、以下の分離集落（フラツィオーネ）がある。
- Ausoni, Cari, Cembali, Cese, Cicioni, Filorsi, Fontanafredda, Gallo, Garofali, Giglioli, San Domenico, Tavola, Torano, Tuorisichi, Tuoro di Tavola